# Ildo Maneiro
Ildo Enrique Maneiro Ghezzi (4 sierpnia 1947) – piłkarz urugwajski, napastnik, rozgrywający. Później trener. Wzrost 176 cm, waga 73 kg.

## Kariera piłkarska

### Reprezentacja
Jako piłkarz klubu Club Nacional de Football wziął udział wraz z reprezentacją Urugwaju w finałach mistrzostw świata w 1970 roku, gdzie Urugwaj zdobył miano czwartej drużyny świata. Zagrał we wszystkich sześciu meczach – z Izraelem (zdobył bramkę), Włochami, Szwecją, ZSRR, Brazylią i Niemcami.
Będąc graczem klubu CA Peñarol wziął udział w turnieju Copa América 1979, gdzie Urugwaj odpadł już fazie grupowej. Maneiro zagrał tylko w dwóch meczach z Ekwadorem – w rewanżowym meczu w Montevideo otrzymał czerwoną kartkę.
Od 31 marca 1970 do 16 września 1979 rozegrał w reprezentacji Urugwaju 33 mecze i zdobył 3 bramki.

### Kariera klubowa
Wraz z Nacionalem dotarł do finału Copa Libertadores 1969 i Copa Libertadores 1971, gdzie w obu przypadkach przyszło zmierzyć się z argentyńskim klubem Estudiantes La Plata. Za pierwszym razem Nacional przegrał, jednak w 1971 zwyciężył i zdobył Puchar Wyzwolicieli, a następnie w tym samym roku zdobył Puchar Interkontynentalny. Maneiro wziął jeszcze udział w nieudanych dla Nacionalu turniejach Copa Libertadores 1972 i Copa Libertadores 1973, po czym wyjechał na trzy lata do Francji, gdzie grał w Olympique Lyon. Grając w Olympique dotarł w 1976 do finału Pucharu Francji.
Po powrocie do kraju grał w Peñarolu, z którym dotarł do półfinału Copa Libertadores 1979.
Łącznie w rozgrywkach Pucharu Wyzwolicieli grając w latach 1968–1979 klubach Nacional i Peñarol Maneiro rozegrał 67 meczów i zdobył 6 bramek
Według encyklopedii FUJI był zawodnikiem inteligentnym i pomysłowym.

## Kariera trenerska
Po zakończeniu kariery piłkarskiej został trenerem – pracował m.in. w Hiszpanii, w klubie Real Saragossa. W Urugwaju trenował klub Danubio FC, z którym zdobył tytuł mistrza Urugwaju w 1988. Pracował również w Kostaryce, gdzie był trenerem klubu Herediano Herrera
W 2004 został trenerem klubu CA Bella Vista, który trenował do końca sezonu 2005/06. W sezonie 2006/07 prowadził walczący o utrzymanie się w pierwszej lidze urugwajskiej klub Progreso Montevideo